# Xã Chesterfield, Quận Macoupin, Illinois
Xã Chesterfield (tiếng Anh: Chesterfield Township) là một xã thuộc quận Macoupin, tiểu bang Illinois, Hoa Kỳ. Năm 2010, dân số của xã này là 855 người.